# Komisariat Straży Celnej „Krempna”

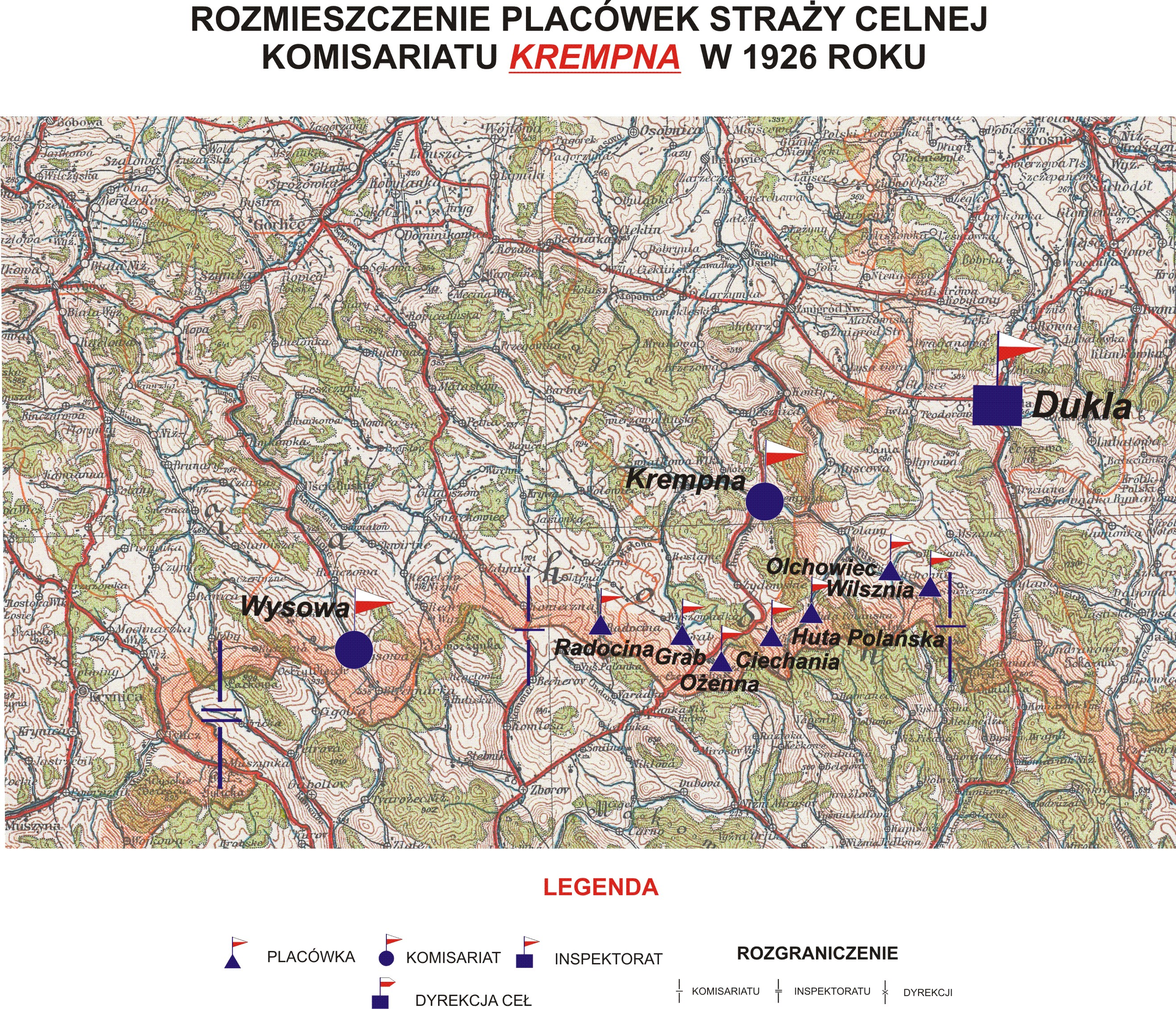
Rozmieszczenie placówek SC Komisariatu Krempna w 1926 r.

Komisariat Straży Celnej „Krempna” – jednostka organizacyjna Straży Celnej pełniąca służbę ochronną na granicy polsko-czechosłowackiej w latach 1921–1928.

## Formowanie i zmiany organizacyjne
Na wniosek Ministerstwa Skarbu, uchwałą z 10 marca 1920 roku, powołano do życia Straż Celną. Od połowy 1921 roku jednostki Straży Celnej rozpoczęły przejmowanie odcinków granicy od pododdziałów Batalionów Celnych. W 1922 roku w Tyliczu stacjonował sztab 4 kompanii 6 batalionu celnego. Kompania wystawiała między innymi placówki na terenie późniejszego komisariatu SC „Krempna”. Proces tworzenia Straży Celnej trwał do końca 1922 roku. Komisariat Straży Celnej „Krempna”, wraz ze swoimi placówkami granicznymi, wszedł w podporządkowanie Inspektoratu Straży Celnej „Dukla”.
W drugiej połowie 1927 roku przystąpiono do gruntownej reorganizacji Straży Celnej. W praktyce skutkowało to rozwiązaniem tej formacji granicznej. Rozporządzeniem Prezydenta Rzeczypospolitej Polskiej Ignacego Mościckiego z 22 marca 1928 roku w jej miejsce powoływano z dniem 2 kwietnia 1928 roku Straż Graniczną.
Rozkazem nr 5 z 16 maja 1928 roku w sprawie organizacji Małopolskiego Inspektoratu Okręgowego dowódca Straży Granicznej gen. bryg. Stefan Pasławski powołał komisariat Straży Granicznej „Gładyszów”, który przejął ochronę granicy od rozwiązywanego komisariatu Straży Celnej.

## Służba graniczna
Sąsiednie komisariaty
- komisariat Straży Celnej „Wysowa”  ⇔ komisariat Straży Celnej „Jaśliska” − 1926

## Funkcjonariusze komisariatu
Obsada personalna w 1926:
- kierownik komisariatu – podkomisarz Aleksander Chmura

## Struktura organizacyjna
Organizacja komisariatu w 1926 roku:
- komenda – Krempna
- placówka Straży Celnej „Wilsznia”
- placówka Straży Celnej „Olchowiec” (Krempna)
- placówka Straży Celnej „Huta Polańska”
- placówka Straży Celnej „Ciechania”[a]
- placówka Straży Celnej „Ożenna”
- placówka Straży Celnej „Grab”
- placówka Straży Celnej „Radocyna”